# أبو ناهاسابيمبيتلون
أبو ناهاسابيمبيتلون هو شخصية خيالية في المسلسل الأمريكي ذا سيمبسونز، يؤدي صوته الممثل الأمريكي هانك آزاريا.